# Jules Meyers
Felix Julianus (Jules) Meyers (Boom, 20 september 1876 - aldaar, 1 mei 1954) was een Belgisch arts en politicus voor de Katholieke Partij.

## Levensloop
Meyers was arts van beroep en was tevens omstreeks 1910 onderluitenant van de 'Garde Civique'. In 1912 werd hij aangesteld als schepen van Boom. In 1914 werd hij aangesteld als waarnemend burgemeester van deze gemeente ter vervanging van Emile Van Reeth die naar Engeland was gevlucht. Toen Van Reeth in 1918 terugkeerde nam hij zijn burgemeestersmandaat niet opnieuw op en bleef Meyers waarnemend burgemeester tot de gemeenteraadsverkiezingen van 1921.